# Ясеницька сільська рада
Ясеницька сільська рада — колишній орган місцевого самоврядування у Турківському районі Львівської області. Адміністративний центр — село Ясениця.

## Загальні відомості
Ясеницька сільська рада утворена в 1939 році. Водоймища на території, підпорядкованій даній раді: річка Стрий.

## Населені пункти
Сільській раді підпорядковані населені пункти:
- с. Ясениця
- с. Кіндратів

## Склад ради
Рада складається з 16 депутатів та голови.

### Керівний склад попередніх скликань
| ПІБ                        | Основні відомості                                                 | Дата обрання | Дата звільнення |
| -------------------------- | ----------------------------------------------------------------- | ------------ | --------------- |
| Бонтей Михайло Миколайович | Сільський голова, 1957 року народження                            | 26.03.2006   | 31.10.2010      |
| Бонтей Михайло Миколайович | Сільський голова, 1978 року народження, освіта вища, безпартійний | 31.10.2010   |                 |

Примітка: таблиця складена за даними джерела